# Segundo Durandal
Segundo Durandal (* 17. März 1912 in Potosí; † 12. Januar 1976) war ein bolivianischer Fußballspieler auf der Position des Verteidigers. Er war zuletzt für den Club Bolívar in La Paz und die Bolivianische Fußballnationalmannschaft aktiv.

## Karriere

### Verein
Durandal verbrachte die meiste Zeit seiner Karriere im Verein Club San José aus Oruro, für den er bis 1938 auflief. Einen Titel konnte er in dieser Zeit jedoch nicht gewinnen. Seine Karriere ließ er anschließend in der Hauptstadt La Paz bei Club Bolívar ausklingen. Hier gewann er in den Jahren 1939 und 1940 in der noch semiprofessionellen regionalen Meisterschaft von La Paz seine einzigen Vereinstitel.

### Nationalmannschaft
Von Nationaltrainer Ulises Saucedo wurde er als einziger Spieler vom Club San José zur Fußball-Weltmeisterschaft 1930 in Uruguay berufen. Hier bildete er zusammen mit Casiano Chavarría die Abwehrreihe der Bolivianer und kam in beiden WM-Spielen gegen Jugoslawien (0:4) und Brasilien (0:4) zum Einsatz. Durandal wurde damit in den Länderspielen Nummer acht und neun der bolivianischen Nationalmannschaft eingesetzt.